# Дубравка Шуица
Дубравка Шуица је хрватска политичарка и бивша градоначелница Дубровника.
Она је комесарка за демократију и демографије на челу са Урзулом фон дер Лајен од 2019. године.
Она је чланица Хрватске демократске заједнице од 1990., а од 2013. године, изабрана је за потпредседницу Европске народне странке.